# Brînzenii Noi, Telenești
Brînzenii Noi este satul de reședință al comunei cu același nume  din raionul Telenești, Republica Moldova.